# Finley (Washington)
Finley és una concentració de població designada pel cens dels Estats Units a l'estat de Washington. Segons el cens del 2000 tenia 5.770 habitants.

## Demografia
Segons el cens del 2000, Finley tenia 5.770 habitants, 1.987 habitatges, i 1.585 famílies. La densitat de població era de 193,6 habitants per km².
Dels 1.987 habitatges en un 39,1% hi vivien nens de menys de 18 anys, en un 62,7% hi vivien parelles casades, en un 10,5% dones solteres, i en un 20,2% no eren unitats familiars. En el 14,9% dels habitatges hi vivien persones soles el 4,3% de les quals corresponia a persones de 65 anys o més que vivien soles. El nombre mitjà de persones vivint en cada habitatge era de 2,9 i el nombre mitjà de persones que vivien en cada família era de 3,19.
Per edats la població es repartia de la següent manera: un 29,5% tenia menys de 18 anys, un 8,4% entre 18 i 24, un 28,5% entre 25 i 44, un 24,8% de 45 a 60 i un 8,8% 65 anys o més.
L'edat mediana era de 36 anys. Per cada 100 dones de 18 o més anys hi havia 101,8 homes.
La renda mediana per habitatge era de 42.820 $ i la renda mediana per família de 47.983 $. Els homes tenien una renda mediana de 41.103 $ mentre que les dones 23.818 $. La renda per capita de la població era de 17.282 $. Aproximadament el 6,2% de les famílies i el 6,5% de la població estaven per davall del llindar de pobresa.

## Poblacions més properes
El següent diagrama mostra les poblacions més properes.